# Cerro Pochoco
El cerro Pochoco  es un cerro precordillerano de los Andes, ubicado en el sector de El Arrayán, en la comuna de Lo Barnechea, cercano al puente Ñilhue y al río Mapocho. Es uno de más visitados de la ciudad de Santiago.
Tiene una de altitud 1804 m s. n. m. y en él se encuentra ubicado el observatorio Cerro Pochoco.